# Léster Ruiz
Gregory Léster Ruíz David (Livingston, Izabal, Guatemala, 8 de marzo de 1981) es un futbolista internacional guatemalteco. Juega de delantero y su equipo actual es el Halcones Fútbol Club en la Liga Nacional de Fútbol de Guatemala. Es sobrino de la actriz, cantante, modelo y perfumista guatemalteca Deborah David.

## Clubes
| Club                                  | País           | Año       |
| ------------------------------------- | -------------- | --------- |
| Club Deportivo Heredia                | Guatemala      | 2004-2006 |
| Deportivo Marquense                   | Guatemala      | 2006-2008 |
| Deportivo Xinabajul                   | Guatemala      | 2008-2009 |
| Deportivo Jalapa                      | Guatemala      | 2009-2010 |
| Xelajú Mario Camposeco                | Guatemala      | 2010-2011 |
| Club Social y Deportivo Municipal     | Guatemala      | 2011-2012 |
| Club Social y Deportivo Suchitepéquez | Guatemala      | 2012-2013 |
| Halcones Fútbol Club                  | Guatemala      | 2013-2014 |
| Club Social y Deportivo Coatepeque    | Guatemala      | 2014      |
| Halcones Fútbol Club                  | Guatemala      | 2015      |
| Newhall Premier FC                    | Estados Unidos | 2019      |

- Datos: Q18346190